# Mascha Kaléko
Golda Malka Aufen, conocida como Mascha Kaléko (pronunciación en alemán: /ˌmaʃa kaˈleːko/ (escucharⓘ); Chrzanów, 7 de junio de 1907-Zúrich, 21 de enero de 1975) fue una poetisa judía que escribió en idioma alemán, asociada al movimiento de la nueva objetividad en la literatura.

## Vida

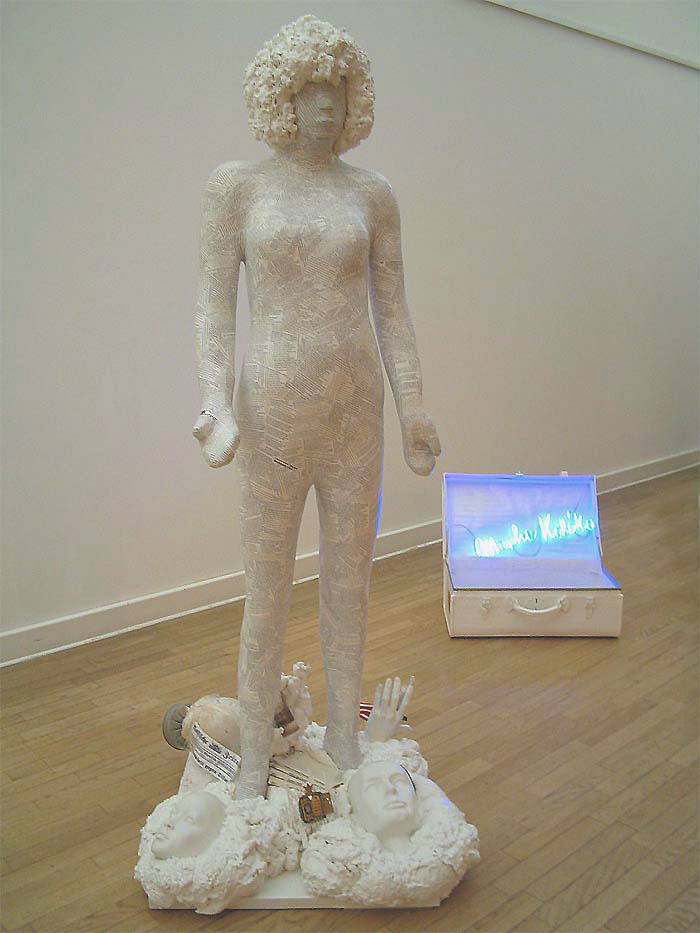
Escultura en homenaje a Mascha Kaléko, por Rengha Rodewill (Museo Georg Kolbe, Berlín).

Nacida como Golda Malka Aufen, Mascha Kaléklo fue hija natural de un comerciante ruso llamado Fischel Engel y de (su posteriormente esposa) Rozalia Chaja Reisel Aufen, ambos de origen judío. Nació en Chraznów, una localidad del Reino de Galitzia y Lodomeria, parte del Imperio austrohúngaro que correspondió al antiguo territorio polaco absorbido por el imperio en 1772. Pese a la diversidad étnica de la región (compuesta principalmente por judíos y polacos), era dominada por la élite germanohablante asociada al Imperio austriaco.
En 1914, al comienzo de la Primera Guerra Mundial, Aufen y sus hijas emigraron a Alemania, para escapar de los pogromos contra los judíos. Inicialmente se asentaron en Fráncfort del Meno, donde Kaléko cursó la escuela básica. En 1916 la familia se mudó a Marburg y finalmente en 1918 llegaron a Berlín, instalándose en el shtetl Scheunenviertel (Grenadierstraße 17, actualmente Almstadtstraße). Allí pasó Kaléko su época escolar y estudiantil. En 1922 se casaron sus padres, siendo adoptada legalmente por su padre y recibió el nombre de Mascha Engel.
En 1925, Kaléko fue contratada como aprendiz en el Arbeiterfürsorgeamts der jüdischen Organisationen Deutschlands (Oficina para el bienestar de las organizaciones judías en Alemania) en Berlín, de la calle Auguststraße 17. Simultáneamente acudía a los cursos vespertinos de filosofía y psicología, entre otros, de la universidad popular Lessing-Hochschule zu Berlin y de la Universidad Friedrich-Wilhelm, hoy llamada Universidad Humboldt de Berlín.
El 31 de julio de 1928 se casó con el profesor de hebreo Saul Aaron Kaléko, del cual adoptó su apellido.
A fines de los años 20 entró en contacto con la vanguardia artística de Berlín que frecuentaba el Romanisches Café. Así conoció, entre otros, a Else Lasker-Schüler, Erich Kästner y Joachim Ringelnatz.

En 1929 publicó su primera poesía en el periódico Der Querschnitt, que reflejaba en un tono alegre-melancólico el ambiente de los ciudadanos ordinarios y la atmósfera de Berlín. Entre 1933 y 1934 estudió en la Reimann-Schule en Berlín, entre otros el curso de escritura publicitaria. En 1933 publicó el Lyrisches Stenogrammheft (cuaderno lírico estenográfico), que ameritó el comentario que más tarde le dirigió el filósofo Martin Heidegger: «su cuaderno estenográfico demuestra que usted sabe todo lo que a los mortales les está dado saber». La obra fue un éxito y, aunque se había publicado en enero, se libró de la hoguera nazi de mayo porque las autoridades desconocían que la autora era judía. La editorial Rowohlt publicó una segunda edición en 1935 y un año antes Das kleine Lesebuch für Große.

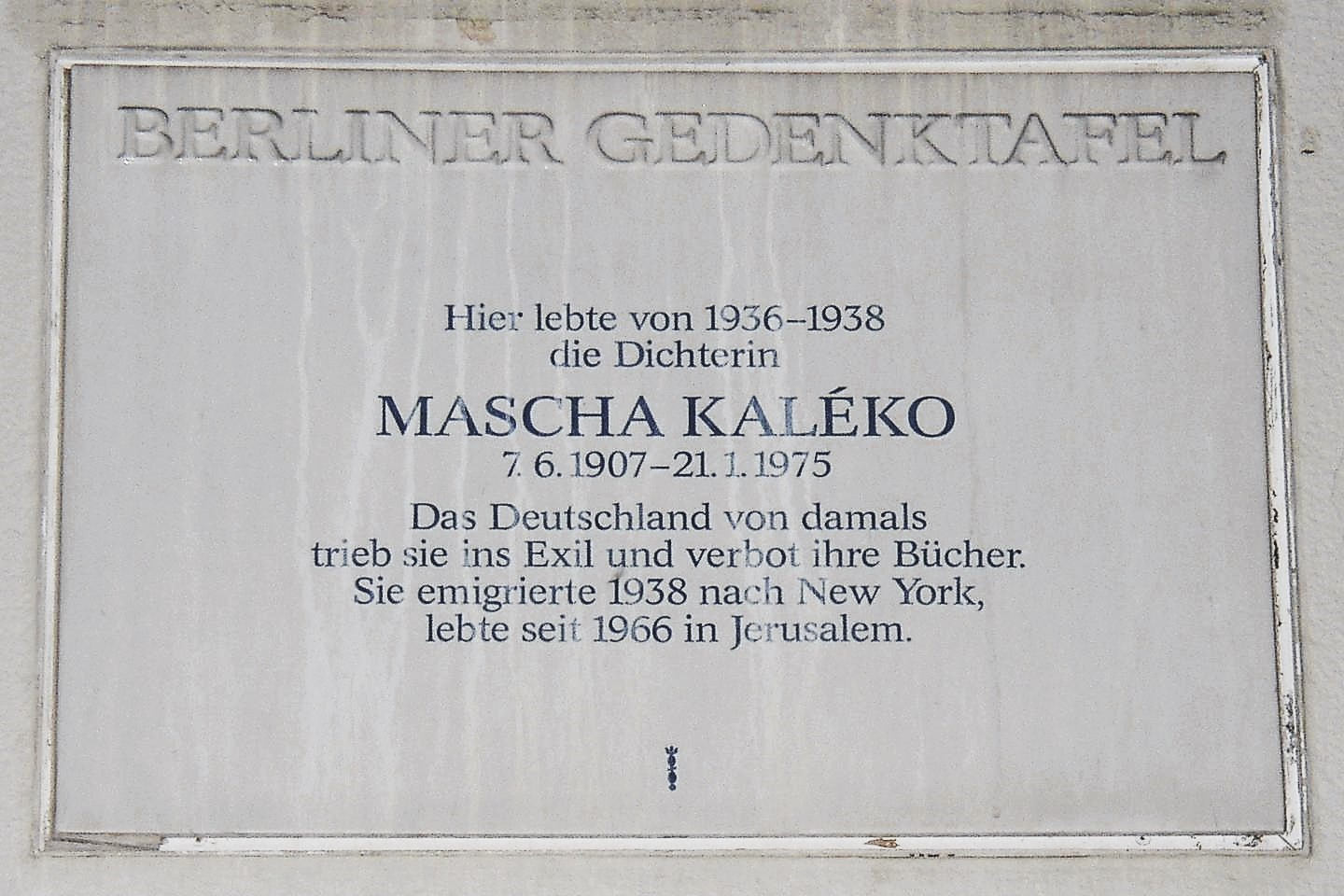
Placa recordatoria en Berlin-Charlottenburg (Bleibtreustr. 10/11).

Kaléko inició una relación sentimental con el director de orquesta Chemjo Vinaver, con el cual tuvo un hijo en diciembre de 1936, Evjatar Alexander Michael (cuyo nombre cambiaría a Steven al partir al exilio). El 22 de enero de 1938 se disolvió legalmente el matrimonio de Saúl y Mascha, la que se casó seis días más tarde con Vinaver. Pese al divorcio, Masha conservó el nombre artístico de Kaléko.
Producto de la creciente persecución al pueblo judío por la Alemania nazi, la nueva familia emigró en septiembre de 1938 a los Estados Unidos. Chemjo Vinaver no tuvo el éxito profesional esperado; Kaléko mantuvo a la familia escribiendo textos para publicidad comercial y escribió también poesía para niños. En 1939 Kaléko publicó textos en la revista del exilio judío Aufbau en lengua alemana. En 1944 la familia Vinaver-Kaléko obtuvo la ciudadanía estadounidense. El 6 de diciembre de 1945 Kaléko participó activamente en una velada del neoyorquino Progressive Literary Club, una iniciativa fundada por Heinrich Eduard Jacob para el cultivo de la lengua alemana en el exilio, que recordó al difunto poeta.
Después de la Segunda Guerra Mundial, Kaléko volvió a tener su público en Alemania: el Lyrisches Stenogrammheft fue editado nuevamente con éxito por la editorial Rowohlt (1956). En 1960 se le quiso premiar con el Premio Fontane de la Academia de Artes de Berlín (occidental); ella lo rechazó por la presencia de un miembro de las SS en el jurado, Hans Egon Holthusen. En el mismo año emigró a Jerusalén (Israel) por amor a su marido. Allí sufrió intensamente bajo el aislamiento cultural y lingüístico, viviendo solitaria y decepcionada.
En 1968 su hijo falleció repentinamente en Nueva York. Después de morir su esposo Chemjo Vinaver en 1973, reencontró en su último año de vida las fuerzas para escribir.
En otoño de 1974 visitó Berlín por última vez y dio una conferencia allí el 16 de septiembre en la Amerika-Gedenkbibliothek (Biblioteca Conmemorativa de América).
Murió en 1975 —solo 14 meses después que su marido— en Zúrich de cáncer de estómago.

## Su obra
La característica de su obra es una Lírica urbana (que considera por ejemplo pluralismo, simultaneidad, masificación, anonimidad) con un tono melancólico-tierno. Por largo tiempo después de su muerte, la obra lírica de Mascha Kaléko, a la que se le considera también como el equivalente femenino de Erich Kästner, mantiene aún una gran cantidad de seguidores. Las estrofas conocidas como Montagsgedichte conmueven por su sencillo y directo lenguaje. Sus poemas fueron convertidos en canciones por cabaretistas como Hanne Wieder o cantantes como Rainer Bielfeldt y son cantadas aún hoy.

## Obra
Publicadas durante su vida:
- Das lyrische Stenogrammheft. Verse vom Alltag. Rowohlt, Berlín 1933
- Kleines Lesebuch für Große. Gereimtes und Ungereimtes. Rowohlt, Berlín 1935
  - En un tomo: Das lyrische Stenogrammheft. Kleines Lesebuch für Große. Rowohlt Taschenbuch (rororo 175), Reinbek 1956 (28. A. 2004), ISBN 978-3-499-11784-8
- Verse für Zeitgenossen. Schoenhof Verlag, Cambridge (Mass.) 1945
  - Rowohlt Taschenbuch, Reinbek 1958 (19. A. 2004), ISBN 978-3-499-14659-6 (Großdruck-Ausgabe: ISBN 978-3-499-33247-0)
- Der Papagei, die Mamagei und andere komische Tiere. Ein Versbuch für verspielte Kinder sämtlicher Jahrgänge. Fackelträger-Verlag, Hannover 1961
- Verse in Dur und Moll, Walter Verlag (Collection Känguruh), Olten/Freiburg 1967
- Das himmelgraue Poesiealbum der Mascha Kaléko. Blanvalet, Berlín 1968
- Wie’s auf dem Mond zugeht und andere Verse. Blanvalet, Berlín 1971
- Hat alles seine zwei Schattenseiten. Sinn- & Unsinngedichte. Eremiten-Presse (Broschur 46), Düsseldorf 1973

Obras póstumas:
- Feine Pflänzchen. Rosen, Tulpen, Nelken und nahrhaftere Gewächse. Eremiten-Presse (Broschur 68), Düsseldorf 1976
- Feine Pflänzchen. Múnich: Dtv, 2016. (Kaléko, Mascha, & Eva Schöffmann-Davidov), ISBN 978-3-423-28082-2
- Der Gott der kleinen Webfehler. Spaziergänge durch New Yorks Lower Eastside und Greenwich Village. Eremiten-Presse (Broschur 75), Düsseldorf 1977
- In meinen Träumen läutet es Sturm. Gedichte und Epigramme aus dem Nachlaß. Deutscher Taschenbuchverlag (dtv 1294), Múnich 1977, ISBN 3-423-01294-3
- Horoskop gefällig? Verse in Dur und Moll. Eulenspiegel-Verlag, Berlín 1977
- Heute ist morgen schon gestern. Gedichte aus dem Nachlass. Arani Verlag, Berlín 1980
- Tag- und Nacht-Notizen. Eremiten-Presse (Broschur 105), Düsseldorf 1981
- Ich bin von anno dazumal. Chansons, Lieder, Gedichte. Arani Verlag, Berlín 1984
- Der Stern, auf dem wir leben. Verse für Zeitgenossen. Mit Zeichnungen von Werner Klemke. Rowohlt, Reinbek 1984
- Die paar leuchtenden Jahre. Deutscher Taschenbuchverlag (dtv 13149), Múnich 2003, ISBN 978-3-423-13149-0
- Liebesgedichte. Ausgewählt von Elke Heidenreich, Insel Taschenbuch (it 3263), Frankfurt am Main 2007, ISBN 978-3-458-34963-1
- Mein Lied geht weiter. Hundert Gedichte. Deutscher Taschenbuchverlag (dtv 13563), Múnich 2007, ISBN 978-3-423-13563-4